# ایلیزا شلسینجر
ایلیزا شلسینجر (به انگلیسی: Iliza Shlesinger) (زاده ۲۲ فوریهٔ ۱۹۸۳) کمدین و بازیگر آمریکایی است.
از کارهای معروف او می‌توان به بازی در فیلم‌های بهشت، خانواده فوری، محرمانه اسپنسر و تکه‌های یک زن اشاره کرد.